# Скало Феровијарио (Казерта)
Скало Феровијарио је насеље у Италији у округу Казерта, региону Кампанија.
Према процени из 2011. у насељу је живело 771 становника. Насеље се налази на надморској висини од 101 м.